# Roberto Ivan Orano
Roberto Ivan Orano (* 22. Dezember 1946 in Rom) ist ein italienischer Kabarettist, Drehbuchautor und Regisseur.
Orano war von 1965 bis 1970 als Darsteller bei Kabarett aktiv und spielte am „Armadio di Roma“, im „Nebbio Club“ und am „Derby di Milano“. Es folgte fast ein Jahrzehnt, in dem er mit der Musikgruppe Canzoniere Internazionale zusammenarbeitete. Von 1984 an widmete sich Orano dann der Autorenschaft für zahlreiche Fernsehformate und Filme – letztere schrieb er sowohl für den Bildschirm als auch einige Male für das Kino. 1996 war er mit Bruno Garbuglia Ko-Regisseur des Films Al centro dell'area di rigore, dessen Drehbuch mit dem Premio Solinas ausgezeichnet wurde.

## Filmografie (Auswahl)
Regisseur
- 1996: Al centro dell'area di rigore

Drehbuchautor
- 1990: Ich wollte Hosen (Volevo i pantaloni)